# Paella
Paella (spaniolă paˈeʎa) este un preparat bazat pe orez originar din zona lacului Albufera, o lagună pe coasta de est a Spaniei in regiunea Valencia.